# Pes mitjà

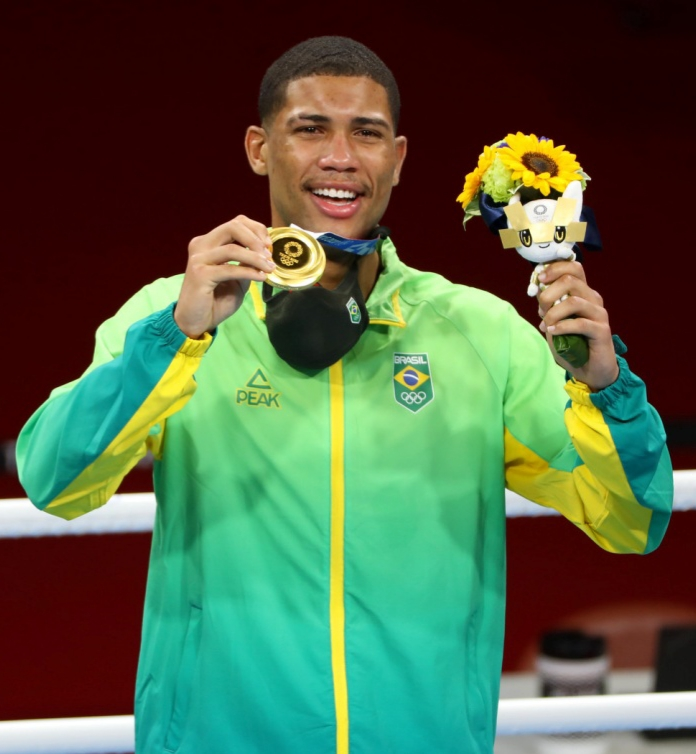
Hebert Conceição, campió olímpic brasiler de pes mitjà l'any 2020.

Pes mitjà és una categoria competitiva de la boxa i d'altres esports de combat, la qual agrupa competidors de pes intermedi. A la boxa professional la categoria abasta els púgils que pesen més de 69,853 quilos (154 lb) i menys de 72,562 quilos (160 lb). A la boxa d'aficionats (homes majors) la categoria abasta els boxejadors que pesen més de 69 quilos (152,12 lb) i menys de 75 quilos (165,35 lb).
Pel que fa a la boxa professional, la categoria immediata anterior és el pes superwèlter i la immediata superior el pes supermitjà. Quant a la boxa d'aficionats, la categoria immediata anterior és el pes wèlter i la immediata superior el pes semipesant.
El pes mitjà és una de les vuit categories tradicionals de la boxa: mosca, gall, ploma, lleuger, wèlter, mitjà, semipesant i pesant.
El terme també és sovint utilitzat per designar una categoria d'altres esports de combat com el kickboxing i el taekwondo.

## Història
La categoria sembla haver sorgit a la boxa de la dècada de 1840. La primera baralla de campionat nord-americà, pes mitjà sense guants, va ser entre Tom Chandler i Dooney Harris el 1867, en la qual va guanyar el primer.
El primer combat de campionat mitjà amb guants sembla haver estat aquella en la qual Dempsey (no confondre amb el famós boxejador del mateix nom) va vèncer a George Fulljames per knockout el 30 de juliol de 1884.

## Dones i cadets
A la boxa professional no hi ha diferències entre homes i dones, pel que fa als límits entre les categories, amb l'aclariment que entre les dones no existeix la categoria de pes superpesant i, per tant, la categoria màxima és pes pesant.
A la boxa d'aficionats sí que hi ha diferències en els límits de les categories, entre els homes majors (adults i júniors), pel que fa a les dones i els cadets (menors d'edat). En el cas de la boxa femenina de la categoria semipesant és la següent:
- Límit inferior: 64 quilos.
- Límit superior: 69 quilos.

## Campions

### Campions olímpics
- Jocs Olímpics de 1904 –  Charles Mayer
- Jocs Olímpics de 1908 –  John Douglas
- Jocs Olímpics de 1920 –  Harry Mallin
- Jocs Olímpics de 1924 –  Harry Mallin
- Jocs Olímpics de 1928 –  Piero Toscani
- Jocs Olímpics de 1932 –  Carmen Barth
- Jocs Olímpics de 1936 –  Jean Despeaux
- Jocs Olímpics de 1948 –  László Papp
- Jocs Olímpics de 1952 –  Floyd Patterson
- Jocs Olímpics de 1956 –  Gennadiy Shatkov
- Jocs Olímpics de 1960 –  Eddie Crook, Jr.
- Jocs Olímpics de 1964 –  Valeriy Popenchenko
- Jocs Olímpics de 1968 –  Chris Finnegan
- Jocs Olímpics de 1972 –  Vyacheslav Lemeshev
- Jocs Olímpics de 1976 –  Michael Spinks
- Jocs Olímpics de 1980 –  José Gómez
- Jocs Olímpics de 1984 –  Shin Joon-Sup
- Jocs Olímpics de 1988 –  Henry Maske
- Jocs Olímpics de 1992 –  Ariel Hernández
- Jocs Olímpics de 1996 –  Ariel Hernández
- Jocs Olímpics de 2000 –  Jorge Gutiérrez
- Jocs Olímpics de 2004 –  Gaydarbek Gaydarbekov
- Jocs Olímpics de 2008 –  James DeGale